# Amplitempora captiocula
Amplitempora captiocula é uma espécie de besouro da família Cerambycidae, e a única espécie do gênero Amplitempora . Foi descrito por Giesbert em 1996. 